# 名將金像
名將金像（日语：メイショウオスカル），是日本純種競賽馬匹。生涯活躍於中距離賽事，曾於2004年勝出花仙錦標，其後於2005年勝出福島牝馬錦標。

## 出賽前
2001年2月25日出生於北海道門別町（今日高町）日西牧場，所有權歸於母系馬主松本好雄旗下。
其後交由栗東訓練中心練馬師安達昭夫訓練。

## 競賽生涯

### 2歲
2003年12月14日出戰中京競馬場2歲新馬戰，比賽初段維持於後方位置下於最後彎道逐步透出，但於直路上仍然未能追上前方的賽駒，最終跑獲第二。
其後出戰2歲未勝利戰，本次比賽選擇於先頭位置推進，但於直路上無法阻止後上馬的攻勢，最終以第三完賽。

### 3歲
2004年首戰為3歲未勝利戰，比賽初段搶佔先機進行領放，於最後彎道逐步拉開和後方的距離，最終亦能保持優勢直至終點取得首勝。
2月7日出戰小妖精錦標，出閘後順應步速進佔第二的位置跟隨領放馬Maltese Heat推進，但於直路上未能對對手造成威脅，最終跑獲第二的戰績。
其後首度挑戰分級賽以鬱金香賞作為目標，但後段力弱下最終僅跑獲第四，3月20日出戰百花屋盃亦因為同樣原因敗於隨心起舞及Yamanin Alabaster取得第三。
稍微調整過後於4月復出出戰花仙錦標，比賽初段維持於第三的位置穩步推進，於最後彎道開始透出迫近前方賽駒。進入直路後，其迅速於中檔位置加速衝刺並取得領先，後續繼續維持走勢下亦能阻止追擊的Glorious Days，以鼻位優勢險勝並取得首個分級賽冠軍。
其後按照計劃出戰優駿牝馬（日本橡樹大賽），雖然比賽途中保持於有利位置推進，但礙於距離問題於直路開始力盡，最終以第十三慘敗。
進入秋季後，其於熱身戰玫瑰錦標仍然維持夠差的狀態僅跑獲第九，正賽秋華賞再度大敗以第十二完賽，僅能於年末的阪神牝馬錦標回復些少水準取得殿軍。

### 4歲
2005年首戰為京都金盃，維持於後方位置等待時機下於直路未能表現出最佳的追勢，最終以第五的戰績完賽。
其後出戰京都牝馬錦標，採用先行戰術下維持於前方位置，於直路稍微加速嘗試透出，但最終被壓制下取得第四。
休養2個月後出戰中山牝馬錦標，於比賽途中一直處於中團位置，直至第四彎道開始抽出外檔上前。進入直路後，其繼續維持勢頭進行衝刺，雖然最終不敵Winglet，但仍然可以守住一席亞軍。
4月24日出戰福島牝馬錦標，比賽途中選擇先行戰術下於第三彎道開始變奏加速，在第四彎道處經已進佔領先的位置。進入直路後，其繼續以貼欄杆的姿態衝刺，最終彈離後方賽駒下以3馬位取得時隔1年的勝利。
然而夏季時候表現再度陷入低潮，於愛知盃大熱倒灶以第十二慘敗，其後的人魚錦標亦未能跑出表要年獲得第七。
年末，其以中日新聞盃作為目標，採用先行戰術下於直路的表現不過不失，最終敗於泰斗理生、再舞翩翩及Kanahara Dragon取得第四。

### 5歲
2006年繼續以京都金盃作為年度首戰，但未能發揮出往年的表現下取得第十一。
其後以京都牝馬錦標作為目標，繼續維持於先頭有利位置下於直路跑出不俗的走勢，雖然未能追上Meine Samantha，但仍然可以抵擋開心笑的追擊，和對手一同跑獲平頭亞軍。
3月12日出戰中山牝馬錦標，然而於比賽途中衝勢全無，最終以尾二第十五草草完賽。
賽後，陣營安排其進行詳細檢查，發現其於比賽途中右前腳出現肌腱斷裂的跡象，因而選擇安排其退役。

## 詳細賽績
| 日期       | 舉辦國家 | 馬場 | 距離   | 級別 | 賽事名稱     | 負重 | 騎師       | 馬號 | 出馬 | 名次 | 時間   | 頭馬（二馬）        |
| ---------- | -------- | ---- | ------ | ---- | ------------ | ---- | ---------- | ---- | ---- | ---- | ------ | ------------------- |
| 14/12/2003 | 日本     | 中京 | 草1800 |      | 2歲新馬      | 54   | 秋山真一郎 | 10   | 11   | 2    | 1:52.3 | Merengue Queen      |
| 27/12/2004 | 日本     | 中京 | 草1800 |      | 2歲未勝利    | 54   | 秋山真一郎 | 8    | 16   | 2    | 1:51.6 | Maruka Flowerian    |
| 17/1/2004  | 日本     | 小倉 | 草1800 |      | 3歲未勝利    | 54   | 後藤浩輝   | 4    | 16   | 1    | 1:49.0 | （Meine Sorceress） |
| 7/2/2004   | 日本     | 京都 | 草1600 | OP   | 小妖精錦標   | 54   | 藤田伸二   | 1    | 12   | 2    | 1:35.6 | Maltese Heat        |
| 6/4/2004   | 日本     | 阪神 | 草1600 | GIII | 鬱金香賞     | 54   | 藤田伸二   | 12   | 15   | 4    | 1:36.0 | 東商變革            |
| 20/3/2004  | 日本     | 中山 | 草1800 | GIII | 百花盃       | 54   | 藤田伸二   | 12   | 15   | 3    | 1:51.4 | 隨心起舞            |
| 25/4/2004  | 日本     | 東京 | 草2000 | GII  | 花仙錦標     | 54   | 後藤浩輝   | 6    | 18   | 1    | 2:01.1 | （Glorious Days）   |
| 23/5/2004  | 日本     | 東京 | 草2400 | GI   | 優駿牝馬     | 55   | 後藤浩輝   | 11   | 18   | 13   | 2:29.1 | Daiwa el Cielo      |
| 19/9/2004  | 日本     | 阪神 | 草2000 | GII  | 玫瑰錦標     | 54   | 武豐       | 9    | 12   | 9    | 2:00.3 | Les Clefs d'Or      |
| 17/10/2004 | 日本     | 京都 | 草2000 | GI   | 秋華賞       | 54   | 後藤浩輝   | 9    | 18   | 12   | 2:00.1 | 東商變革            |
| 19/12/2004 | 日本     | 阪神 | 草1600 | GII  | 阪神牝馬錦標 | 54   | 藤田伸二   | 10   | 16   | 4    | 1:34.4 | 美妙浪漫            |
| 5/1/2005   | 日本     | 京都 | 草1600 | GIII | 京都金盃     | 52   | 藤田伸二   | 13   | 16   | 5    | 1:34.4 | 三連冠              |
| 30/1/2005  | 日本     | 京都 | 草1600 | GIII | 京都牝馬錦標 | 53   | 藤田伸二   | 5    | 15   | 4    | 1:35.3 | Azuma Sanders       |
| 12/3/2005  | 日本     | 中山 | 草1800 | GIII | 中山牝馬錦標 | 54   | 江田照男   | 11   | 16   | 2    | 1:49.7 | Winglet             |
| 24/4/2005  | 日本     | 福島 | 草1800 | GIII | 福島牝馬錦標 | 54   | 後藤浩輝   | 10   | 16   | 1    | 1:49.4 | （Starry Heaven）   |
| 5/6/2005   | 日本     | 中京 | 草2000 | GIII | 愛知盃       | 55.5 | 佐藤哲三   | 3    | 18   | 12   | 2:02.1 | Meine Sorceress     |
| 10/7/2005  | 日本     | 阪神 | 草2000 | GIII | 人魚錦標     | 55   | 池添謙一   | 7    | 9    | 7    | 2:02.3 | Daiwa el Cielo      |
| 10/2/2005  | 日本     | 中京 | 草1800 | GIII | 中日新聞盃   | 56   | 武幸四郎   | 6    | 16   | 4    | 1:46.7 | 泰斗理生            |
| 5/1/2006   | 日本     | 京都 | 草1600 | GIII | 京都金盃     | 54   | 武幸四郎   | 12   | 16   | 11   | 1:34.9 | Big Planet          |
| 29/1/2006  | 日本     | 京都 | 草1600 | GIII | 京都牝馬錦標 | 56   | 松永幹夫   | 13   | 16   | 2    | 1:33.5 | Meine Samantha      |
| 12/3/2006  | 日本     | 中山 | 草1800 | GIII | 中山牝馬錦標 | 55   | 後藤浩輝   | 8    | 16   | 15   | 1:51.8 | Yamanin Sucre       |

## 退役後
退役後，名將金像成為了繁殖雌馬，於北海道日高町日西牧場休養，在2006年進行配種。首匹子嗣Meisho Toshiie於2007年出生，可於2009年出賽。

### 詳細繁殖資料
| 數目        | 馬名         | 出生年          | 性別 | 父系          | 練馬師                                                       | 馬主                                  | 戰績                     |
| ----------- | ------------ | --------------- | ---- | ------------- | ------------------------------------------------------------ | ------------------------------------- | ------------------------ |
| 第一匹      | 2007         | Meisho Toshiie  | 雄   | 百仁時間      | 栗東・安達昭夫 →川崎・今井輝和 →栗東・安達昭夫               | 松本好雄                              | 22戰2冠4亞3季（退役）    |
| 第二匹      | 2008         | Meisho Tomomi   | 雌   | 大樹快車      | 栗東・安達昭夫 →佐賀・川田孝好 →栗東・高橋隆 →佐賀・山田義人 | 松本好雄 →楠田喜彥                    | 28戰5冠3亞5季（退役）    |
| 第三匹      | 2009         | Meisho Hidamari | 雌   | 吉兆          | 栗東・安達昭夫 →園田・重畠勝利 →水澤・佐藤祐司               | 松本好雄 →立川繁幸 →Horse Care Co Ltd | 15戰0冠1亞4季（退役）    |
| 第四匹      | 2010         | Meisho Musha    | 雄   | 名將森遜      | 栗東・安達昭夫                                               | 松本好雄                              | 11戰1冠1亞2季（退役）    |
| 第五匹      | 2011         | Meisho Sankichi | 雄   | French Deputy | 栗東・安達昭夫 →金澤・高橋道雄 →川崎・鈴木義久               | 松本好雄 →塩濱攻仁                    | 55戰13冠3亞2季（退役）   |
| 第六匹      | 2012         | Meisho Kirisame | 雄   | 名將森遜      | 栗東・安達昭夫                                               | 松本好雄                              | 13戰1冠1亞1季（退役）    |
|             | （受胎失敗） |                 |      | 緬甸皇城      |                                                              |                                       |                          |
| 第七匹      | 2014         | Meisho Moko     | 雄   | 名將球手      | 栗東・安達昭夫 →門別・田中淳司                               | 松本好雄                              | 34戰4冠3亞1季（退役）    |
| 第八匹      | 2015         | Level Three     | 雄   | 愛麗數碼      | 美浦・松永康利 →船橋・林正人 →高知・宮川真衣                 | 山口裕介                              | 98戰16冠13亞12季（現役） |
| 第九匹      | 2016         | Dona Calmo      | 雌   | 名將球手      | 美浦・本間忍 →佐賀・古賀光範                                 | 山田貢一 →高山直樹                    | 7戰0冠1亞0季（退役）     |
| 第十匹      | 2017         | Dream Oscar     | 雌   | 蒙泰羅索      | 栗東・安達昭夫 →高知・雜賀正光                               | 堀口晴男                              | 4戰0冠0亞0季（退役）     |
|             | （受胎失敗） |                 |      | Battle Plan   |                                                              |                                       |                          |
| Lord Ultima | （受胎失敗） |                 |      |               |                                                              |                                       |                          |
| 第十一匹    | 2019         | Kurino Oscar    | 雌   | 名將球手      | 栗東・大橋勇樹 →姬路・藤川純 →門別・山田和久                 | 栗本博晴 →栗本八江                    | 31戰0冠6亞8季（退役）    |
| 第十二匹    | 2020         | Oscar Couronne  | 雌   | 里見皇冠      | 美浦・中川公成                                               | 多田賢司                              | 1戰0冠0亞0季（退役）     |
|             | （受胎失敗） |                 |      | 標誌名駒      |                                                              |                                       |                          |
|             | （受胎失敗） |                 |      | 覓奇燕子      |                                                              |                                       |                          |
| 覓奇火箭    | （受胎失敗） |                 |      |               |                                                              |                                       |                          |
| 第十三匹    | 2023         | 名將金像2023    | 雌   | 特色星雲      |                                                              |                                       | （出賽前）               |
|             | （未配種）   |                 |      |               |                                                              |                                       |                          |

## 血統簡介
父系富士奇蹟爲日本賽駒，生涯出戰四場賽事全勝，包含一級賽朝日盃三歲錦標，曾被看好可以達成無敗三冠的偉業，但於彌生賞後因傷退役，因而被稱爲「幻之三冠馬」。祖父週日寧靜爲美國三冠賽雙冠馬，退役後在日本配種，其子嗣贏得巨額獎金，連續12年成為日本冠軍種馬。
母系Meisho Yayoi為日本賽駒，生涯僅勝出一場賽事。外祖父Amber Shadai爲日本賽駒，生涯戰績彪炳尤其活躍於長途賽事，曾勝出有馬紀念及春季天皇賞。

### 血統表
| 父線：週日寧靜系（Halo系）           |                             |                |                 |
| 種馬 富士奇蹟 1992年（棕色）         | 週日寧靜 1996年（棕色）     | Halo           | Hail to Reason  |
| 種馬 富士奇蹟 1992年（棕色）         | 週日寧靜 1996年（棕色）     | Halo           | Cosmah          |
| 種馬 富士奇蹟 1992年（棕色）         | 週日寧靜 1996年（棕色）     | Wishing Well   | Understanding   |
| 種馬 富士奇蹟 1992年（棕色）         | 週日寧靜 1996年（棕色）     | Wishing Well   | Mountain Flower |
| 種馬 富士奇蹟 1992年（棕色）         | Millracer 1983年（棗色）    | Le Fabuleux    | Wild Risk       |
| 種馬 富士奇蹟 1992年（棕色）         | Millracer 1983年（棗色）    | Le Fabuleux    | Anguar          |
| 種馬 富士奇蹟 1992年（棕色）         | Millracer 1983年（棗色）    | Marston's Mill | In Reality      |
| 種馬 富士奇蹟 1992年（棕色）         | Millracer 1983年（棗色）    | Marston's Mill | Millicent       |
| 繁殖雌馬 Meisho Yayoi 1991年（棗色） | Amber Shadai 1977年（棗色） | 北方風味       | 北地舞人        |
| 繁殖雌馬 Meisho Yayoi 1991年（棗色） | Amber Shadai 1977年（棗色） | 北方風味       | Lady Victoria   |
| 繁殖雌馬 Meisho Yayoi 1991年（棗色） | Amber Shadai 1977年（棗色） | Clear Amber    | Ambiopoise      |
| 繁殖雌馬 Meisho Yayoi 1991年（棗色） | Amber Shadai 1977年（棗色） | Clear Amber    | One Clear Call  |
| 繁殖雌馬 Meisho Yayoi 1991年（棗色） | Nissei Lilas 1979年（棗色） | Lord Liege     | Sir Gaylord     |
| 繁殖雌馬 Meisho Yayoi 1991年（棗色） | Nissei Lilas 1979年（棗色） | Lord Liege     | Attica          |
| 繁殖雌馬 Meisho Yayoi 1991年（棗色） | Nissei Lilas 1979年（棗色） | Pearl Lilas    | Montaval        |
| 繁殖雌馬 Meisho Yayoi 1991年（棗色） | Nissei Lilas 1979年（棗色） | Pearl Lilas    | Miss Lilas      |
| 雌系：號族：6-b                      |                             |                |                 |
| 五代內近親交配：Turn-to 5×5          |                             |                |                 |

## 命名由來
名字中，Meisho（メイショウ）是馬主松本好雄的冠名，是其出身之兵庫縣明石市中的「明」（メイ）及姓氏松本中的「松」（ショウ）之音讀之結合，香港則將其翻译为讀音類近，並帶有褒義的「名將」，Oscar（オスカル）出自日本漫畫家池田理代子創作的少女漫畫《凡爾賽玫瑰》中主角奧斯卡·法蘭索瓦·德·傑爾吉之名字，香港因誤以為此字意指奧斯卡金像獎，而翻譯為「金像」。

## 外部連結
- 名將金像 nekeiba.com
- 血統表 （页面存档备份，存于）